# Riesbürg
Riesbürg település Németországban, azon belül Baden-Württembergben. Lakosainak száma 2272 fő (2023. december 31.).

## Népesség
A település népessége az elmúlt években az alábbi módon változott:
| Lakosok száma | 2073 | 2285 | 2314 | 2277 | 2318 | 2272 |
|               | 1975 | 2017 | 2019 | 2021 | 2022 | 2023 |